# اسباب بازی‌ها (فیلم)
اسباب بازی‌ها (به انگلیسی: Toys) فیلمی خیال‌پردازی کمدی است محصول سال ۱۹۹۲ به کارگردانی بری لوینسون. در این فیلم بازیگرانی همچون رابین ویلیامز، جوآن کیوساک، مایکل گامبون، رابین رایت، ال ال کول جی، دانالد اوکانر، جیمی فاکس، بلیک کلارک، یاردلی اسمیت، جک واردن، وندی ملوین و دبی مازار ایفای نقش کرده‌اند.